# S Trianguli Australis
Désignations
S Trianguli Australis (en abrégé S TrA) est une étoile variable jaune-blanc de la constellation du Triangle austral. C'est une étoile faible proche de la limite de visibilité à l'œil nu, avec une magnitude apparente visuelle moyenne de 6,41. Sur la base d'une parallaxe annuelle de 1,08 mas, elle est située à 3 030 années-lumière de la Terre.
S Trianguli Australis est une variable Céphéide classique dont la magnitude apparente varie entre 5,95 et 6,81 sur une période de 6,323 44 jours. C'est une géante lumineuse avec un type spectral nominal de F8 II, qui pulse entre les types spectraux F6II-G2. L'étoile a 2,8 fois la masse du Soleil et 39,2 fois le rayon du Soleil. Elle perd de la masse à un rythme estimé à 2,8.10−10 M☉·an−1.